# Kroatië-Slovenië
Kroatië-Slovenië is een voormalige eendaagse wielerwedstrijd die werd verreden tussen de landen Kroatië en Slovenië. Het parcours bevondt zich in de grensstreek tussen beide landen. Voorheen was deze wedstrijd bekend als de GP Zagreb-Ljubljana en GP Ljubljana-Zagreb en werd ze nog tussen de twee hoofdsteden Ljubljana en Zagreb gereden. De eerste editie van deze wedstrijd vond plaats in 2008. De koers maakte deel uit van de UCI Europe Tour in de categorie 1.2.

## Podiumplaatsen
| Jaar | Winnaar        | Tweede            | Derde             |
| ---- | -------------- | ----------------- | ----------------- |
| 2008 | Robert Vrečer  | Matija Kvasina    | Marco Ghiselli    |
| 2009 | Robert Vrečer  | Hrvoje Miholjević | Kristjan Fajt     |
| 2010 | Matej Mugerli  | Josef Benetseder  | Marko Kump        |
| 2011 | Kristjan Fajt  | Reto Hollenstein  | Jakub Kratochvila |
| 2012 | Marko Kump     | Matej Mugerli     | Luka Mezgec       |
| 2013 | Riccardo Zoidl | Dominik Hrinkow   | Klemen Štimulak   |
| 2014 | Primož Roglič  | David Wöhrer      | Matej Marin       |
| 2015 | Marko Kump     | Filippo Fortin    | Mattia Gavazzi    |
| 2016 | Jannik Steimle | Patrick Schelling | Ziga Groselj      |
| 2017 | Dušan Rajović  | Luka Cotar        | Žiga Jerman       |
| 2018 | Dušan Rajović  | Michael Kukrle    | Filippo Fortin    |
| 2019 | Marko Kump     | Rok Korošec       | Tilen Finkšt      |

### Meervoudige winnaars
| Overwinningen | Renner        | Land     | Jaren            |
| ------------- | ------------- | -------- | ---------------- |
| 3             | Marko Kump    | Slovenië | 2012, 2015, 2019 |
| 2             | Robert Vrečer | Slovenië | 2008, 2009       |
| 2             | Dušan Rajović | Servië   | 2017, 2018       |

### Overwinningen per land
| Overwinningen | Land                  |
| ------------- | --------------------- |
| 8             | Slovenië              |
| 2             | Servië                |
| 1             | Duitsland, Oostenrijk |